# Solné pláně Bonneville

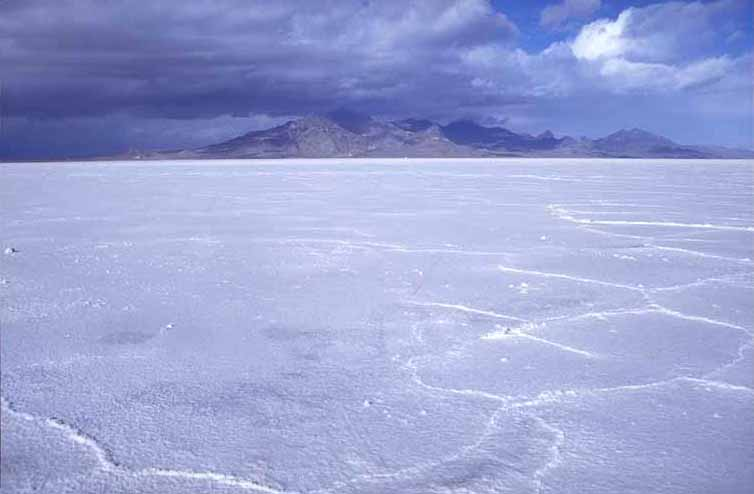
Solné pláně Bonneviille

Solné pláně Bonneville jsou solné pláně v severozápadním Utahu, která jsou pozůstatkem pleistocenního jezera Bonneville. Jsou součástí rozlehlejší oblasti Great Salt Lake Desert. Jsou pojmenovány po důstojníku armády USA Benjaminu Bonnevillovi
Solná pláň Bonneville je populární místo pro překonávání rychlostních rekordů automobilů.